# Bürgerzentrum Holschentor

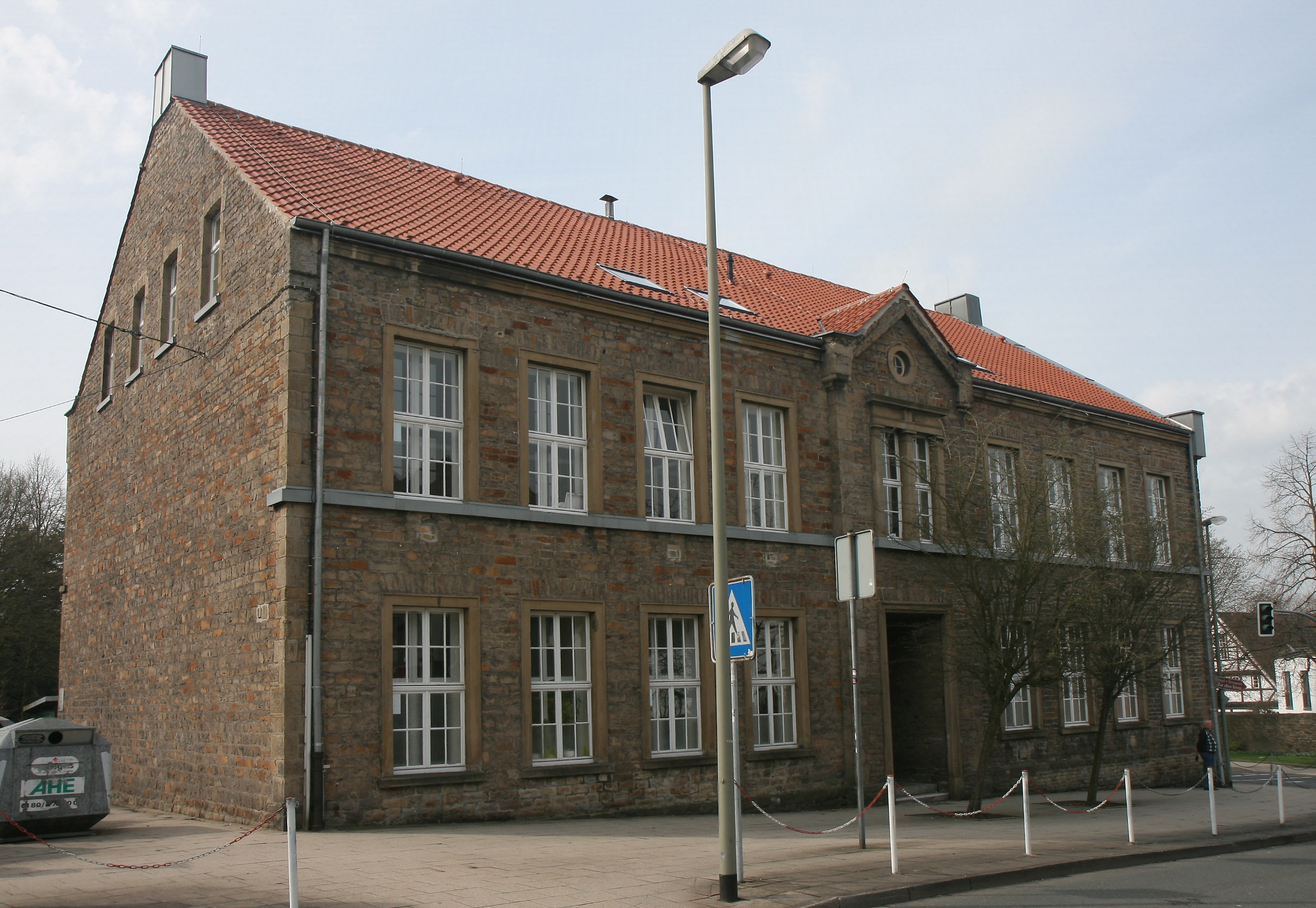
Bürgerzentrum Holschentor

Das Bürgerzentrum Holschentor befindet sich in der alten Holschentorschule an der Talstraße 8 in Hattingen-Mitte gegenüber dem heute nicht mehr vorhandenen Holschentor.
Es handelt sich um ein 1868 errichtetes Schulgebäude. Es war eine Volksschule, später Grundschule und bis 2013 eine Förderschule. Heute wird es als Bürgerzentrum genutzt.
Am 18. Mai 1983 wurde das Gebäude in die Liste der Baudenkmäler in Hattingen eingetragen (A-141). Südlich schließt sich der Hillsche Garten an.